# Volta al País Basc 2021
La Volta al País Basc 2021 va ser la 60a edició de la Volta al País Basc. La cursa es disputà en sis etapes entre el 5 i el 10 d'abril de 2021, amb inici a Bilbao i final a Arrate. La cursa formava part de l'UCI World Tour 2021.
El vencedor final fou l'eslovè Primož Roglič (Jumbo-Visma), que s'imposà per 52" al seu company d'equip Jonas Vingegaard. Tadej Pogačar (UAE Team Emirates) completà el podi. La cursa es decidí en una darrera etapa que capgirà la general, amb l'enfonsament del fins aleshores líder Brandon McNulty, després d'un magistral atac de Roglič quan encara faltaven més de 50 quilòmetres per finalitzar l'etapa.

## Equips participants
A la cursa hi prengueren part vint-i-quatre, els dinou amb llicència WorldTeams, i cinc UCI ProTeams:
| WorldTeams (19)- AG2R Citroën Team - Astana-Premier Tech - Bahrain Victorious - Bora-Hansgrohe - Cofidis - Deceuninck-Quick Step - EF Education-Nippo - Groupama-FDJ - Ineos Grenadiers - Intermarché-Wanty-Gobert Matériaux - Israel Start-Up Nation - Jumbo-Visma - Lotto Soudal - Movistar Team - Qhubeka Assos - Team BikeExchange - Team DSM - Trek-Segafredo - UAE Team Emirates ProTeams (5)- Burgos-BH - Caja Rural-Seguros RGA - Euskaltel-Euskadi - Equipo Kern Pharma - Total Direct Énergie |
| |

## Etapes
| Etapa    | Data      | Ciutats d'etapa        | type                    | Distància (km) | Desnivell (m) | Vencedor de l'etapa     | Líder de la general |
| -------- | --------- | ---------------------- | ----------------------- | -------------- | ------------- | ----------------------- | ------------------- |
| 1a etapa | 5 de abr  | Bilbao – Bilbao        | cronoescalada           | 13,9           | 231 m         | Primož Roglič           | Primož Roglič       |
| 2a etapa | 6 de abr  | Zalla – Sestao         | etapa accidentada       | 154,8          | 2.512 m       | Alexander Aranburu Deba | Primož Roglič       |
| 3a etapa | 7 de abr  | Amurrio – Laudio       | etapa de mitja muntanya | 167,7          | 2.608 m       | Tadej Pogačar           | Primož Roglič       |
| 4a etapa | 8 de abr  | Vitòria – Hondarribia  | etapa accidentada       | 189,2          | 2.655 m       | Ion Izagirre Insausti   | Brandon McNulty     |
| 5a etapa | 9 de abr  | Hondarribia – Ondarroa | etapa accidentada       | 160,2          | 2.260 m       | Mikkel Frølich Honoré   | Brandon McNulty     |
| 6a etapa | 10 de abr | Ondarroa – Arrate      | etapa de muntanya       | 111,9          | 3.252 m       | David Gaudu             | Primož Roglič       |

### Etapa 1
Bilbao - Bilbao. 5 d'abril de 2021. 13,9 km (Contrarellotge individual)
| \| Classificació de l'etapa \| Classificació de l'etapa \| Classificació de l'etapa \| Classificació de l'etapa \| Classificació de l'etapa \| \| Corredor \| Corredor \| Equip \| Temps \| \| \| ------------------------ \| ------------------------ \| ------------------------ \| ------------------------ \| ------------------------ \| \| 1r \| Primož Roglič \| Jumbo-Visma \| 17' 17" \| \| \| 2n \| Brandon McNulty \| UAE Team Emirates \| + 2" \| \| \| 3r \| Jonas Vingegaard \| Jumbo-Visma \| + 18" \| \| \| 4t \| Tobias Foss \| Jumbo-Visma \| + 24" \| \| \| 5è \| Tadej Pogačar \| UAE Team Emirates \| + 28" \| \| \| 6è \| Adam Yates \| Ineos Grenadiers \| + 28" \| \| \| 7è \| Patrick Bevin \| Israel Start-Up Nation \| + 28" \| \| \| 8è \| Ide Schelling \| Bora-Hansgrohe \| + 29" \| \| \| 9è \| Alexander Aranburu Deba \| Astana-Premier Tech \| + 30" \| \| \| 10è \| Maximilian Schachmann \| Bora-Hansgrohe \| + 31" \| \| |                         |                        |         |
| |                         |                        |         |
| Font: ProCyclingStats |                         |                        |         |
| Classificació de l'etapa |                         |                        |         |
| Corredor | Corredor                | Equip                  | Temps   |
| 1r | Primož Roglič           | Jumbo-Visma            | 17' 17" |
| 2n | Brandon McNulty         | UAE Team Emirates      | + 2"    |
| 3r | Jonas Vingegaard        | Jumbo-Visma            | + 18"   |
| 4t | Tobias Foss             | Jumbo-Visma            | + 24"   |
| 5è | Tadej Pogačar           | UAE Team Emirates      | + 28"   |
| 6è | Adam Yates              | Ineos Grenadiers       | + 28"   |
| 7è | Patrick Bevin           | Israel Start-Up Nation | + 28"   |
| 8è | Ide Schelling           | Bora-Hansgrohe         | + 29"   |
| 9è | Alexander Aranburu Deba | Astana-Premier Tech    | + 30"   |
| 10è | Maximilian Schachmann   | Bora-Hansgrohe         | + 31"   |

| \| Classificació general \| Classificació general \| Classificació general \| Classificació general \| Classificació general \| \| Corredor \| Corredor \| Equip \| Temps \| \| \| --------------------- \| ----------------------- \| ---------------------- \| --------------------- \| --------------------- \| \| 1r \| Primož Roglič \| Jumbo-Visma \| 17' 17" \| \| \| 2n \| Brandon McNulty \| UAE Team Emirates \| + 2" \| \| \| 3r \| Jonas Vingegaard \| Jumbo-Visma \| + 18" \| \| \| 4t \| Tobias Foss \| Jumbo-Visma \| + 24" \| \| \| 5è \| Tadej Pogačar \| UAE Team Emirates \| + 28" \| \| \| 6è \| Adam Yates \| Ineos Grenadiers \| + 28" \| \| \| 7è \| Patrick Bevin \| Israel Start-Up Nation \| + 28" \| \| \| 8è \| Ide Schelling \| Bora-Hansgrohe \| + 29" \| \| \| 9è \| Alexander Aranburu Deba \| Astana-Premier Tech \| + 30" \| \| \| 10è \| Maximilian Schachmann \| Bora-Hansgrohe \| + 31" \| \| |                         |                        |         |
| |                         |                        |         |
| Font: ProCyclingStats |                         |                        |         |
| Classificació general |                         |                        |         |
| Corredor | Corredor                | Equip                  | Temps   |
| 1r | Primož Roglič           | Jumbo-Visma            | 17' 17" |
| 2n | Brandon McNulty         | UAE Team Emirates      | + 2"    |
| 3r | Jonas Vingegaard        | Jumbo-Visma            | + 18"   |
| 4t | Tobias Foss             | Jumbo-Visma            | + 24"   |
| 5è | Tadej Pogačar           | UAE Team Emirates      | + 28"   |
| 6è | Adam Yates              | Ineos Grenadiers       | + 28"   |
| 7è | Patrick Bevin           | Israel Start-Up Nation | + 28"   |
| 8è | Ide Schelling           | Bora-Hansgrohe         | + 29"   |
| 9è | Alexander Aranburu Deba | Astana-Premier Tech    | + 30"   |
| 10è | Maximilian Schachmann   | Bora-Hansgrohe         | + 31"   |

### Etapa 2
Zalla - Sestao. 6 d'abril de 2021. 154,8 km
| \| Classificació de l'etapa \| Classificació de l'etapa \| Classificació de l'etapa \| Classificació de l'etapa \| Classificació de l'etapa \| \| Corredor \| Corredor \| Equip \| Temps \| \| \| ------------------------ \| --------------------------- \| ------------------------ \| ------------------------ \| ------------------------ \| \| 1r \| Alexander Aranburu Deba \| Astana-Premier Tech \| 3h 45' 32" \| \| \| 2n \| Omar Fraile Matarranz \| Astana-Premier Tech \| + 15" \| \| \| 3r \| Tadej Pogačar \| UAE Team Emirates \| + 15" \| \| \| 4t \| David Gaudu \| Groupama-FDJ \| + 15" \| \| \| 5è \| Michael Woods \| Israel Start-Up Nation \| + 15" \| \| \| 6è \| Primož Roglič \| Jumbo-Visma \| + 15" \| \| \| 7è \| Maximilian Schachmann \| Bora-Hansgrohe \| + 15" \| \| \| 8è \| Mikel Landa Meana \| Bahrain Victorious \| + 15" \| \| \| 9è \| Sergio Higuita García \| EF Education-Nippo \| + 15" \| \| \| 10è \| Alejandro Valverde Belmonte \| Movistar Team \| + 15" \| \| |                             |                        |            |
| |                             |                        |            |
| Font: ProCyclingStats |                             |                        |            |
| Classificació de l'etapa |                             |                        |            |
| Corredor | Corredor                    | Equip                  | Temps      |
| 1r | Alexander Aranburu Deba     | Astana-Premier Tech    | 3h 45' 32" |
| 2n | Omar Fraile Matarranz       | Astana-Premier Tech    | + 15"      |
| 3r | Tadej Pogačar               | UAE Team Emirates      | + 15"      |
| 4t | David Gaudu                 | Groupama-FDJ           | + 15"      |
| 5è | Michael Woods               | Israel Start-Up Nation | + 15"      |
| 6è | Primož Roglič               | Jumbo-Visma            | + 15"      |
| 7è | Maximilian Schachmann       | Bora-Hansgrohe         | + 15"      |
| 8è | Mikel Landa Meana           | Bahrain Victorious     | + 15"      |
| 9è | Sergio Higuita García       | EF Education-Nippo     | + 15"      |
| 10è | Alejandro Valverde Belmonte | Movistar Team          | + 15"      |

| \| Classificació general \| Classificació general \| Classificació general \| Classificació general \| Classificació general \| \| Corredor \| Corredor \| Equip \| Temps \| \| \| --------------------- \| ----------------------------- \| --------------------- \| --------------------- \| --------------------- \| \| 1r \| Primož Roglič \| Jumbo-Visma \| 4h 03' 04" \| \| \| 2n \| Alexander Aranburu Deba \| Astana-Premier Tech \| + 5" \| \| \| 3r \| Brandon McNulty \| UAE Team Emirates \| + 6" \| \| \| 4t \| Tadej Pogačar \| UAE Team Emirates \| + 24" \| \| \| 5è \| Adam Yates \| Ineos Grenadiers \| + 28" \| \| \| 6è \| Maximilian Schachmann \| Bora-Hansgrohe \| + 31" \| \| \| 7è \| Jonas Vingegaard \| Jumbo-Visma \| + 32" \| \| \| 8è \| Omar Fraile Matarranz \| Astana-Premier Tech \| + 34" \| \| \| 9è \| Wilco Kelderman \| Bora-Hansgrohe \| + 40" \| \| \| 10è \| Peio Bilbao López de Armentia \| Bahrain Victorious \| + 42" \| \| |                               |                     |            |
| |                               |                     |            |
| Font: ProCyclingStats |                               |                     |            |
| Classificació general |                               |                     |            |
| Corredor | Corredor                      | Equip               | Temps      |
| 1r | Primož Roglič                 | Jumbo-Visma         | 4h 03' 04" |
| 2n | Alexander Aranburu Deba       | Astana-Premier Tech | + 5"       |
| 3r | Brandon McNulty               | UAE Team Emirates   | + 6"       |
| 4t | Tadej Pogačar                 | UAE Team Emirates   | + 24"      |
| 5è | Adam Yates                    | Ineos Grenadiers    | + 28"      |
| 6è | Maximilian Schachmann         | Bora-Hansgrohe      | + 31"      |
| 7è | Jonas Vingegaard              | Jumbo-Visma         | + 32"      |
| 8è | Omar Fraile Matarranz         | Astana-Premier Tech | + 34"      |
| 9è | Wilco Kelderman               | Bora-Hansgrohe      | + 40"      |
| 10è | Peio Bilbao López de Armentia | Bahrain Victorious  | + 42"      |

### Etapa 3
Amurrio - Laudio. 7 d'abril de 2021. 167,7 km
| \| Classificació de l'etapa \| Classificació de l'etapa \| Classificació de l'etapa \| Classificació de l'etapa \| Classificació de l'etapa \| \| Corredor \| Corredor \| Equip \| Temps \| \| \| ------------------------ \| --------------------------- \| ------------------------ \| ------------------------ \| ------------------------ \| \| 1r \| Tadej Pogačar \| UAE Team Emirates \| 4h 04' 50" \| \| \| 2n \| Primož Roglič \| Jumbo-Visma \| + 0" \| \| \| 3r \| Alejandro Valverde Belmonte \| Movistar Team \| + 5" \| \| \| 4t \| Adam Yates \| Ineos Grenadiers \| + 5" \| \| \| 5è \| Mikel Landa Meana \| Bahrain Victorious \| + 5" \| \| \| 6è \| David Gaudu \| Groupama-FDJ \| + 8" \| \| \| 7è \| James Knox \| Deceuninck-Quick Step \| + 16" \| \| \| 8è \| Jonas Vingegaard \| Jumbo-Visma \| + 16" \| \| \| 9è \| Mauri Vansevenant \| Deceuninck-Quick Step \| + 16" \| \| \| 10è \| Brandon McNulty \| UAE Team Emirates \| + 18" \| \| |                             |                       |            |
| |                             |                       |            |
| Font: ProCyclingStats |                             |                       |            |
| Classificació de l'etapa |                             |                       |            |
| Corredor | Corredor                    | Equip                 | Temps      |
| 1r | Tadej Pogačar               | UAE Team Emirates     | 4h 04' 50" |
| 2n | Primož Roglič               | Jumbo-Visma           | + 0"       |
| 3r | Alejandro Valverde Belmonte | Movistar Team         | + 5"       |
| 4t | Adam Yates                  | Ineos Grenadiers      | + 5"       |
| 5è | Mikel Landa Meana           | Bahrain Victorious    | + 5"       |
| 6è | David Gaudu                 | Groupama-FDJ          | + 8"       |
| 7è | James Knox                  | Deceuninck-Quick Step | + 16"      |
| 8è | Jonas Vingegaard            | Jumbo-Visma           | + 16"      |
| 9è | Mauri Vansevenant           | Deceuninck-Quick Step | + 16"      |
| 10è | Brandon McNulty             | UAE Team Emirates     | + 18"      |

| \| Classificació general \| Classificació general \| Classificació general \| Classificació general \| Classificació general \| \| Corredor \| Corredor \| Equip \| Temps \| \| \| --------------------- \| ----------------------------- \| --------------------- \| --------------------- \| --------------------- \| \| 1r \| Primož Roglič \| Jumbo-Visma \| 8h 07' 48" \| \| \| 2n \| Tadej Pogačar \| UAE Team Emirates \| + 20" \| \| \| 3r \| Brandon McNulty \| UAE Team Emirates \| + 30" \| \| \| 4t \| Adam Yates \| Ineos Grenadiers \| + 39" \| \| \| 5è \| Alejandro Valverde Belmonte \| Movistar Team \| + 50" \| \| \| 6è \| Jonas Vingegaard \| Jumbo-Visma \| + 54" \| \| \| 7è \| Mikel Landa Meana \| Bahrain Victorious \| + 1' 00" \| \| \| 8è \| Peio Bilbao López de Armentia \| Bahrain Victorious \| + 1' 08" \| \| \| 9è \| Mauri Vansevenant \| Deceuninck-Quick Step \| + 1' 09" \| \| \| 10è \| Maximilian Schachmann \| Bora-Hansgrohe \| + 1' 09" \| \| |                               |                       |            |
| |                               |                       |            |
| Font: ProCyclingStats |                               |                       |            |
| Classificació general |                               |                       |            |
| Corredor | Corredor                      | Equip                 | Temps      |
| 1r | Primož Roglič                 | Jumbo-Visma           | 8h 07' 48" |
| 2n | Tadej Pogačar                 | UAE Team Emirates     | + 20"      |
| 3r | Brandon McNulty               | UAE Team Emirates     | + 30"      |
| 4t | Adam Yates                    | Ineos Grenadiers      | + 39"      |
| 5è | Alejandro Valverde Belmonte   | Movistar Team         | + 50"      |
| 6è | Jonas Vingegaard              | Jumbo-Visma           | + 54"      |
| 7è | Mikel Landa Meana             | Bahrain Victorious    | + 1' 00"   |
| 8è | Peio Bilbao López de Armentia | Bahrain Victorious    | + 1' 08"   |
| 9è | Mauri Vansevenant             | Deceuninck-Quick Step | + 1' 09"   |
| 10è | Maximilian Schachmann         | Bora-Hansgrohe        | + 1' 09"   |

### Etapa 4
Vitòria - Hondarribia. 8 d'abril de 2021. 189,2 km
| \| Classificació de l'etapa \| Classificació de l'etapa \| Classificació de l'etapa \| Classificació de l'etapa \| Classificació de l'etapa \| \| Corredor \| Corredor \| Equip \| Temps \| \| \| ------------------------ \| ----------------------------- \| ---------------------------------- \| ------------------------ \| ------------------------ \| \| 1r \| Ion Izagirre Insausti \| Astana-Premier Tech \| 4h 17' 07" \| \| \| 2n \| Peio Bilbao López de Armentia \| Bahrain Victorious \| + 0" \| \| \| 3r \| Brandon McNulty \| UAE Team Emirates \| + 0" \| \| \| 4t \| Jonas Vingegaard \| Jumbo-Visma \| + 0" \| \| \| 5è \| Emanuel Buchmann \| Bora-Hansgrohe \| + 0" \| \| \| 6è \| Esteban Chaves Rubio \| BikeExchange \| + 2" \| \| \| 7è \| Patrick Bevin \| Israel Start-Up Nation \| + 49" \| \| \| 8è \| James Knox \| Deceuninck-Quick Step \| + 49" \| \| \| 9è \| Quinten Hermans \| Intermarché-Wanty-Gobert Matériaux \| + 49" \| \| \| 10è \| Alejandro Valverde Belmonte \| Movistar Team \| + 49" \| \| |                               |                                    |            |
| |                               |                                    |            |
| Font: ProCyclingStats |                               |                                    |            |
| Classificació de l'etapa |                               |                                    |            |
| Corredor | Corredor                      | Equip                              | Temps      |
| 1r | Ion Izagirre Insausti         | Astana-Premier Tech                | 4h 17' 07" |
| 2n | Peio Bilbao López de Armentia | Bahrain Victorious                 | + 0"       |
| 3r | Brandon McNulty               | UAE Team Emirates                  | + 0"       |
| 4t | Jonas Vingegaard              | Jumbo-Visma                        | + 0"       |
| 5è | Emanuel Buchmann              | Bora-Hansgrohe                     | + 0"       |
| 6è | Esteban Chaves Rubio          | BikeExchange                       | + 2"       |
| 7è | Patrick Bevin                 | Israel Start-Up Nation             | + 49"      |
| 8è | James Knox                    | Deceuninck-Quick Step              | + 49"      |
| 9è | Quinten Hermans               | Intermarché-Wanty-Gobert Matériaux | + 49"      |
| 10è | Alejandro Valverde Belmonte   | Movistar Team                      | + 49"      |

| \| Classificació general \| Classificació general \| Classificació general \| Classificació general \| Classificació general \| \| Corredor \| Corredor \| Equip \| Temps \| \| \| --------------------- \| ----------------------------- \| --------------------- \| --------------------- \| --------------------- \| \| 1r \| Brandon McNulty \| UAE Team Emirates \| 12h 25' 21" \| \| \| 2n \| Primož Roglič \| Jumbo-Visma \| + 23" \| \| \| 3r \| Jonas Vingegaard \| Jumbo-Visma \| + 28" \| \| \| 4t \| Peio Bilbao López de Armentia \| Bahrain Victorious \| + 36" \| \| \| 5è \| Tadej Pogačar \| UAE Team Emirates \| + 43" \| \| \| 6è \| Adam Yates \| Ineos Grenadiers \| + 1' 02" \| \| \| 7è \| Emanuel Buchmann \| Bora-Hansgrohe \| + 1' 07" \| \| \| 8è \| Alejandro Valverde Belmonte \| Movistar Team \| + 1' 13" \| \| \| 9è \| Ion Izagirre Insausti \| Astana-Premier Tech \| + 1' 15" \| \| \| 10è \| Mikel Landa Meana \| Bahrain Victorious \| + 1' 23" \| \| |                               |                     |             |
| |                               |                     |             |
| Font: ProCyclingStats |                               |                     |             |
| Classificació general |                               |                     |             |
| Corredor | Corredor                      | Equip               | Temps       |
| 1r | Brandon McNulty               | UAE Team Emirates   | 12h 25' 21" |
| 2n | Primož Roglič                 | Jumbo-Visma         | + 23"       |
| 3r | Jonas Vingegaard              | Jumbo-Visma         | + 28"       |
| 4t | Peio Bilbao López de Armentia | Bahrain Victorious  | + 36"       |
| 5è | Tadej Pogačar                 | UAE Team Emirates   | + 43"       |
| 6è | Adam Yates                    | Ineos Grenadiers    | + 1' 02"    |
| 7è | Emanuel Buchmann              | Bora-Hansgrohe      | + 1' 07"    |
| 8è | Alejandro Valverde Belmonte   | Movistar Team       | + 1' 13"    |
| 9è | Ion Izagirre Insausti         | Astana-Premier Tech | + 1' 15"    |
| 10è | Mikel Landa Meana             | Bahrain Victorious  | + 1' 23"    |

### Etapa 5
Hondarribia - Ondarroa. 9 d'abril de 2021. 160,2 km
| \| Classificació de l'etapa \| Classificació de l'etapa \| Classificació de l'etapa \| Classificació de l'etapa \| Classificació de l'etapa \| \| Corredor \| Corredor \| Equip \| Temps \| \| \| ------------------------ \| ------------------------ \| ------------------------ \| ------------------------ \| ------------------------ \| \| 1r \| Mikkel Frølich Honoré \| Deceuninck-Quick Step \| 3h 39' 54" \| \| \| 2n \| Josef Černý \| Deceuninck-Quick Step \| + 0" \| \| \| 3r \| Julien Bernard \| Trek-Segafredo \| + 17" \| \| \| 4t \| Daryl Impey \| Israel Start-Up Nation \| + 28" \| \| \| 5è \| Simon Clarke \| Qhubeka Assos \| + 28" \| \| \| 6è \| Stefano Oldani \| Lotto-Soudal \| + 28" \| \| \| 7è \| Primož Roglič \| Jumbo-Visma \| + 28" \| \| \| 8è \| Julien Simon \| Total Direct Énergie \| + 28" \| \| \| 9è \| Magnus Cort Nielsen \| EF Education-Nippo \| + 28" \| \| \| 10è \| Tadej Pogačar \| UAE Team Emirates \| + 28" \| \| |                       |                        |            |
| |                       |                        |            |
| Font: ProCyclingStats |                       |                        |            |
| Classificació de l'etapa |                       |                        |            |
| Corredor | Corredor              | Equip                  | Temps      |
| 1r | Mikkel Frølich Honoré | Deceuninck-Quick Step  | 3h 39' 54" |
| 2n | Josef Černý           | Deceuninck-Quick Step  | + 0"       |
| 3r | Julien Bernard        | Trek-Segafredo         | + 17"      |
| 4t | Daryl Impey           | Israel Start-Up Nation | + 28"      |
| 5è | Simon Clarke          | Qhubeka Assos          | + 28"      |
| 6è | Stefano Oldani        | Lotto-Soudal           | + 28"      |
| 7è | Primož Roglič         | Jumbo-Visma            | + 28"      |
| 8è | Julien Simon          | Total Direct Énergie   | + 28"      |
| 9è | Magnus Cort Nielsen   | EF Education-Nippo     | + 28"      |
| 10è | Tadej Pogačar         | UAE Team Emirates      | + 28"      |

| \| Classificació general \| Classificació general \| Classificació general \| Classificació general \| Classificació general \| \| Corredor \| Corredor \| Equip \| Temps \| \| \| --------------------- \| ----------------------------- \| --------------------- \| --------------------- \| --------------------- \| \| 1r \| Brandon McNulty \| UAE Team Emirates \| 16h 05' 43" \| \| \| 2n \| Primož Roglič \| Jumbo-Visma \| + 23" \| \| \| 3r \| Jonas Vingegaard \| Jumbo-Visma \| + 28" \| \| \| 4t \| Peio Bilbao López de Armentia \| Bahrain Victorious \| + 36" \| \| \| 5è \| Tadej Pogačar \| UAE Team Emirates \| + 43" \| \| \| 6è \| Adam Yates \| Ineos Grenadiers \| + 1' 02" \| \| \| 7è \| Emanuel Buchmann \| Bora-Hansgrohe \| + 1' 07" \| \| \| 8è \| Alejandro Valverde Belmonte \| Movistar Team \| + 1' 13" \| \| \| 9è \| Ion Izagirre Insausti \| Astana-Premier Tech \| + 1' 15" \| \| \| 10è \| Mikel Landa Meana \| Bahrain Victorious \| + 1' 23" \| \| |                               |                     |             |
| |                               |                     |             |
| Font: ProCyclingStats |                               |                     |             |
| Classificació general |                               |                     |             |
| Corredor | Corredor                      | Equip               | Temps       |
| 1r | Brandon McNulty               | UAE Team Emirates   | 16h 05' 43" |
| 2n | Primož Roglič                 | Jumbo-Visma         | + 23"       |
| 3r | Jonas Vingegaard              | Jumbo-Visma         | + 28"       |
| 4t | Peio Bilbao López de Armentia | Bahrain Victorious  | + 36"       |
| 5è | Tadej Pogačar                 | UAE Team Emirates   | + 43"       |
| 6è | Adam Yates                    | Ineos Grenadiers    | + 1' 02"    |
| 7è | Emanuel Buchmann              | Bora-Hansgrohe      | + 1' 07"    |
| 8è | Alejandro Valverde Belmonte   | Movistar Team       | + 1' 13"    |
| 9è | Ion Izagirre Insausti         | Astana-Premier Tech | + 1' 15"    |
| 10è | Mikel Landa Meana             | Bahrain Victorious  | + 1' 23"    |

### Etapa 6
Ondarroa - Arrate. 10 d'abril de 2021. 111,9 km
| \| Classificació de l'etapa \| Classificació de l'etapa \| Classificació de l'etapa \| Classificació de l'etapa \| Classificació de l'etapa \| \| Corredor \| Corredor \| Equip \| Temps \| \| \| ------------------------ \| ----------------------------- \| ------------------------ \| ------------------------ \| ------------------------ \| \| 1r \| David Gaudu \| Groupama-FDJ \| 3h 05' 42" \| \| \| 2n \| Primož Roglič \| Jumbo-Visma \| + 0" \| \| \| 3r \| Alejandro Valverde Belmonte \| Movistar Team \| + 35" \| \| \| 4t \| Adam Yates \| Ineos Grenadiers \| + 35" \| \| \| 5è \| Tadej Pogačar \| UAE Team Emirates \| + 35" \| \| \| 6è \| Jonas Vingegaard \| Jumbo-Visma \| + 35" \| \| \| 7è \| Peio Bilbao López de Armentia \| Bahrain Victorious \| + 1' 03" \| \| \| 8è \| Esteban Chaves Rubio \| BikeExchange \| + 1' 05" \| \| \| 9è \| Mikel Landa Meana \| Bahrain Victorious \| + 1' 05" \| \| \| 10è \| Mauri Vansevenant \| Deceuninck-Quick Step \| + 1' 55" \| \| |                               |                       |            |
| |                               |                       |            |
| Font: ProCyclingStats |                               |                       |            |
| Classificació de l'etapa |                               |                       |            |
| Corredor | Corredor                      | Equip                 | Temps      |
| 1r | David Gaudu                   | Groupama-FDJ          | 3h 05' 42" |
| 2n | Primož Roglič                 | Jumbo-Visma           | + 0"       |
| 3r | Alejandro Valverde Belmonte   | Movistar Team         | + 35"      |
| 4t | Adam Yates                    | Ineos Grenadiers      | + 35"      |
| 5è | Tadej Pogačar                 | UAE Team Emirates     | + 35"      |
| 6è | Jonas Vingegaard              | Jumbo-Visma           | + 35"      |
| 7è | Peio Bilbao López de Armentia | Bahrain Victorious    | + 1' 03"   |
| 8è | Esteban Chaves Rubio          | BikeExchange          | + 1' 05"   |
| 9è | Mikel Landa Meana             | Bahrain Victorious    | + 1' 05"   |
| 10è | Mauri Vansevenant             | Deceuninck-Quick Step | + 1' 55"   |

## Classificacions finals

### Classificació general
| \| Classificació general \| Classificació general \| Classificació general \| Classificació general \| Classificació general \| \| Corredor \| Corredor \| Equip \| Temps \| \| \| --------------------- \| ----------------------------- \| ---------------------- \| --------------------- \| --------------------- \| \| 1r \| Primož Roglič \| Jumbo-Visma \| 19h 11' 36" \| \| \| 2n \| Jonas Vingegaard \| Jumbo-Visma \| + 52" \| \| \| 3r \| Tadej Pogačar \| UAE Team Emirates \| + 1' 07" \| \| \| 4t \| Adam Yates \| Ineos Grenadiers \| + 1' 26" \| \| \| 5è \| David Gaudu \| Groupama-FDJ \| + 1' 27" \| \| \| 6è \| Peio Bilbao López de Armentia \| Bahrain Victorious \| + 1' 28" \| \| \| 7è \| Alejandro Valverde Belmonte \| Movistar Team \| + 1' 33" \| \| \| 8è \| Mikel Landa Meana \| Bahrain Victorious \| + 2' 17" \| \| \| 9è \| Esteban Chaves Rubio \| BikeExchange \| + 2' 38" \| \| \| 10è \| Ion Izagirre Insausti \| Astana-Premier Tech \| + 2' 59" \| \| \| 11è \| Mauri Vansevenant \| Deceuninck-Quick Step \| + 3' 16" \| \| \| 12è \| Hugh Carthy \| EF Education-Nippo \| + 4' 19" \| \| \| 13è \| Emanuel Buchmann \| Bora-Hansgrohe \| + 5' 01" \| \| \| 14è \| James Knox \| Deceuninck-Quick Step \| + 5' 32" \| \| \| 15è \| Jakob Fuglsang \| Astana-Premier Tech \| + 5' 54" \| \| \| 16è \| Rubén Fernández Andújar \| Cofidis \| + 5' 57" \| \| \| 17è \| Brandon McNulty \| UAE Team Emirates \| + 7' 46" \| \| \| 18è \| Enric Mas Nicolau \| Movistar Team \| + 8' 04" \| \| \| 19è \| Richard Carapaz Montenegro \| Ineos Grenadiers \| + 9' 37" \| \| \| 20è \| Patrick Bevin \| Israel Start-Up Nation \| + 9' 46" \| \| \| 21è \| Gino Mäder \| Bahrain Victorious \| + 12' 02" \| \| \| 22è \| Pierre Latour \| Total Direct Énergie \| + 13' 17" \| \| \| 23è \| Ben O'Connor \| AG2R Citroën Team \| + 15' 38" \| \| \| 24è \| Fabio Aru \| Qhubeka Assos \| + 16' 24" \| \| \| 25è \| Sam Oomen \| Jumbo-Visma \| + 16' 46" \| \| |                               |                        |             |
| |                               |                        |             |
| Font: ProCyclingStats |                               |                        |             |
| Classificació general |                               |                        |             |
| Corredor | Corredor                      | Equip                  | Temps       |
| 1r | Primož Roglič                 | Jumbo-Visma            | 19h 11' 36" |
| 2n | Jonas Vingegaard              | Jumbo-Visma            | + 52"       |
| 3r | Tadej Pogačar                 | UAE Team Emirates      | + 1' 07"    |
| 4t | Adam Yates                    | Ineos Grenadiers       | + 1' 26"    |
| 5è | David Gaudu                   | Groupama-FDJ           | + 1' 27"    |
| 6è | Peio Bilbao López de Armentia | Bahrain Victorious     | + 1' 28"    |
| 7è | Alejandro Valverde Belmonte   | Movistar Team          | + 1' 33"    |
| 8è | Mikel Landa Meana             | Bahrain Victorious     | + 2' 17"    |
| 9è | Esteban Chaves Rubio          | BikeExchange           | + 2' 38"    |
| 10è | Ion Izagirre Insausti         | Astana-Premier Tech    | + 2' 59"    |
| 11è | Mauri Vansevenant             | Deceuninck-Quick Step  | + 3' 16"    |
| 12è | Hugh Carthy                   | EF Education-Nippo     | + 4' 19"    |
| 13è | Emanuel Buchmann              | Bora-Hansgrohe         | + 5' 01"    |
| 14è | James Knox                    | Deceuninck-Quick Step  | + 5' 32"    |
| 15è | Jakob Fuglsang                | Astana-Premier Tech    | + 5' 54"    |
| 16è | Rubén Fernández Andújar       | Cofidis                | + 5' 57"    |
| 17è | Brandon McNulty               | UAE Team Emirates      | + 7' 46"    |
| 18è | Enric Mas Nicolau             | Movistar Team          | + 8' 04"    |
| 19è | Richard Carapaz Montenegro    | Ineos Grenadiers       | + 9' 37"    |
| 20è | Patrick Bevin                 | Israel Start-Up Nation | + 9' 46"    |
| 21è | Gino Mäder                    | Bahrain Victorious     | + 12' 02"   |
| 22è | Pierre Latour                 | Total Direct Énergie   | + 13' 17"   |
| 23è | Ben O'Connor                  | AG2R Citroën Team      | + 15' 38"   |
| 24è | Fabio Aru                     | Qhubeka Assos          | + 16' 24"   |
| 25è | Sam Oomen                     | Jumbo-Visma            | + 16' 46"   |

### Classificacions secundàries
| Classificació de la muntanya | Classificació de la muntanya | Classificació de la muntanya       | Classificació de la muntanya | Classificació de la muntanya |
| Corredor                     | Corredor                     | Equip                              | Punts                        |                              |
| ---------------------------- | ---------------------------- | ---------------------------------- | ---------------------------- | ---------------------------- |
| 1r                           | Primož Roglič                | Jumbo-Visma                        | 34 pts                       |                              |
| 2n                           | Tadej Pogačar                | UAE Team Emirates                  | 27 pts                       |                              |
| 3r                           | David Gaudu                  | Groupama-FDJ                       | 20 pts                       |                              |
| 4t                           | Hugh Carthy                  | EF Education-Nippo                 | 17 pts                       |                              |
| 5è                           | Antwan Tolhoek               | Jumbo-Visma                        | 15 pts                       |                              |
| 6è                           | Quinten Hermans              | Intermarché-Wanty-Gobert Matériaux | 14 pts                       |                              |
| 7è                           | Brandon McNulty              | UAE Team Emirates                  | 12 pts                       |                              |
| 8è                           | Patrick Bevin                | Israel Start-Up Nation             | 11 pts                       |                              |
| 9è                           | Ben O'Connor                 | AG2R Citroën Team                  | 11 pts                       |                              |
| 10è                          | Alejandro Valverde Belmonte  | Movistar Team                      | 11 pts                       |                              |

| Classificació de la muntanya | Classificació de la muntanya | Classificació de la muntanya       | Classificació de la muntanya | Classificació de la muntanya |
| Corredor                     | Corredor                     | Equip                              | Punts                        |                              |
| ---------------------------- | ---------------------------- | ---------------------------------- | ---------------------------- | ---------------------------- |
| 1r                           | Primož Roglič                | Jumbo-Visma                        | 34 pts                       |                              |
| 2n                           | Tadej Pogačar                | UAE Team Emirates                  | 27 pts                       |                              |
| 3r                           | David Gaudu                  | Groupama-FDJ                       | 20 pts                       |                              |
| 4t                           | Hugh Carthy                  | EF Education-Nippo                 | 17 pts                       |                              |
| 5è                           | Antwan Tolhoek               | Jumbo-Visma                        | 15 pts                       |                              |
| 6è                           | Quinten Hermans              | Intermarché-Wanty-Gobert Matériaux | 14 pts                       |                              |
| 7è                           | Brandon McNulty              | UAE Team Emirates                  | 12 pts                       |                              |
| 8è                           | Patrick Bevin                | Israel Start-Up Nation             | 11 pts                       |                              |
| 9è                           | Ben O'Connor                 | AG2R Citroën Team                  | 11 pts                       |                              |
| 10è                          | Alejandro Valverde Belmonte  | Movistar Team                      | 11 pts                       |                              |

| Classificació per punts | Classificació per punts       | Classificació per punts | Classificació per punts | Classificació per punts |
| Corredor                | Corredor                      | Equip                   | Punts                   |                         |
| ----------------------- | ----------------------------- | ----------------------- | ----------------------- | ----------------------- |
| 1r                      | Primož Roglič                 | Jumbo-Visma             | 106 pts                 |                         |
| 2n                      | Tadej Pogačar                 | UAE Team Emirates       | 75 pts                  |                         |
| 3r                      | David Gaudu                   | Groupama-FDJ            | 61 pts                  |                         |
| 4t                      | Jonas Vingegaard              | Jumbo-Visma             | 48 pts                  |                         |
| 5è                      | Alejandro Valverde Belmonte   | Movistar Team           | 44 pts                  |                         |
| 6è                      | Brandon McNulty               | UAE Team Emirates       | 42 pts                  |                         |
| 7è                      | Adam Yates                    | Ineos Grenadiers        | 41 pts                  |                         |
| 8è                      | Alexander Aranburu Deba       | Astana-Premier Tech     | 37 pts                  |                         |
| 9è                      | Peio Bilbao López de Armentia | Bahrain Victorious      | 36 pts                  |                         |
| 10è                     | Ion Izagirre Insausti         | Astana-Premier Tech     | 35 pts                  |                         |

| Classificació per punts | Classificació per punts       | Classificació per punts | Classificació per punts | Classificació per punts |
| Corredor                | Corredor                      | Equip                   | Punts                   |                         |
| ----------------------- | ----------------------------- | ----------------------- | ----------------------- | ----------------------- |
| 1r                      | Primož Roglič                 | Jumbo-Visma             | 106 pts                 |                         |
| 2n                      | Tadej Pogačar                 | UAE Team Emirates       | 75 pts                  |                         |
| 3r                      | David Gaudu                   | Groupama-FDJ            | 61 pts                  |                         |
| 4t                      | Jonas Vingegaard              | Jumbo-Visma             | 48 pts                  |                         |
| 5è                      | Alejandro Valverde Belmonte   | Movistar Team           | 44 pts                  |                         |
| 6è                      | Brandon McNulty               | UAE Team Emirates       | 42 pts                  |                         |
| 7è                      | Adam Yates                    | Ineos Grenadiers        | 41 pts                  |                         |
| 8è                      | Alexander Aranburu Deba       | Astana-Premier Tech     | 37 pts                  |                         |
| 9è                      | Peio Bilbao López de Armentia | Bahrain Victorious      | 36 pts                  |                         |
| 10è                     | Ion Izagirre Insausti         | Astana-Premier Tech     | 35 pts                  |                         |

| Classificació del millor jove | Classificació del millor jove | Classificació del millor jove | Classificació del millor jove | Classificació del millor jove |
| Corredor                      | Corredor                      | Equip                         | Temps                         |                               |
| ----------------------------- | ----------------------------- | ----------------------------- | ----------------------------- | ----------------------------- |
| 1r                            | Jonas Vingegaard              | Jumbo-Visma                   | 19h 12' 28"                   |                               |
| 2n                            | Tadej Pogačar                 | UAE Team Emirates             | + 15"                         |                               |
| 3r                            | David Gaudu                   | Groupama-FDJ                  | + 35"                         |                               |
| 4t                            | Mauri Vansevenant             | Deceuninck-Quick Step         | + 2' 24"                      |                               |
| 5è                            | Brandon McNulty               | UAE Team Emirates             | + 6' 54"                      |                               |
| 6è                            | Gino Mäder                    | Bahrain Victorious            | + 11' 10"                     |                               |
| 7è                            | Sergio Higuita García         | EF Education-Nippo            | + 16' 22"                     |                               |
| 8è                            | Ilan Van Wilder               | Team DSM                      | + 16' 38"                     |                               |
| 9è                            | Mark Donovan                  | Team DSM                      | + 20' 30"                     |                               |
| 10è                           | Edward Dunbar                 | Ineos Grenadiers              | + 28' 00"                     |                               |

| Classificació del millor jove | Classificació del millor jove | Classificació del millor jove | Classificació del millor jove | Classificació del millor jove |
| Corredor                      | Corredor                      | Equip                         | Temps                         |                               |
| ----------------------------- | ----------------------------- | ----------------------------- | ----------------------------- | ----------------------------- |
| 1r                            | Jonas Vingegaard              | Jumbo-Visma                   | 19h 12' 28"                   |                               |
| 2n                            | Tadej Pogačar                 | UAE Team Emirates             | + 15"                         |                               |
| 3r                            | David Gaudu                   | Groupama-FDJ                  | + 35"                         |                               |
| 4t                            | Mauri Vansevenant             | Deceuninck-Quick Step         | + 2' 24"                      |                               |
| 5è                            | Brandon McNulty               | UAE Team Emirates             | + 6' 54"                      |                               |
| 6è                            | Gino Mäder                    | Bahrain Victorious            | + 11' 10"                     |                               |
| 7è                            | Sergio Higuita García         | EF Education-Nippo            | + 16' 22"                     |                               |
| 8è                            | Ilan Van Wilder               | Team DSM                      | + 16' 38"                     |                               |
| 9è                            | Mark Donovan                  | Team DSM                      | + 20' 30"                     |                               |
| 10è                           | Edward Dunbar                 | Ineos Grenadiers              | + 28' 00"                     |                               |

| Classificació per equips | Classificació per equips | Classificació per equips | Classificació per equips |
| Equip                    | Equip                    | Temps                    |                          |
| ------------------------ | ------------------------ | ------------------------ | ------------------------ |
| 1r                       | Jumbo-Visma              | 57h 47' 23"              |                          |
| 2n                       | Bahrain Victorious       | + 3' 18"                 |                          |
| 3r                       | UAE Team Emirates        | + 18' 04"                |                          |
| 4t                       | Astana-Premier Tech      | + 18' 26"                |                          |
| 5è                       | Deceuninck-Quick Step    | + 20' 04"                |                          |
| 6è                       | Movistar Team            | + 23' 14"                |                          |
| 7è                       | Ineos Grenadiers         | + 26' 53"                |                          |
| 8è                       | Cofidis                  | + 30' 30"                |                          |
| 9è                       | Bora-Hansgrohe           | + 32' 45"                |                          |
| 10è                      | Team BikeExchange        | + 53' 34"                |                          |

| Classificació per equips | Classificació per equips | Classificació per equips | Classificació per equips |
| Equip                    | Equip                    | Temps                    |                          |
| ------------------------ | ------------------------ | ------------------------ | ------------------------ |
| 1r                       | Jumbo-Visma              | 57h 47' 23"              |                          |
| 2n                       | Bahrain Victorious       | + 3' 18"                 |                          |
| 3r                       | UAE Team Emirates        | + 18' 04"                |                          |
| 4t                       | Astana-Premier Tech      | + 18' 26"                |                          |
| 5è                       | Deceuninck-Quick Step    | + 20' 04"                |                          |
| 6è                       | Movistar Team            | + 23' 14"                |                          |
| 7è                       | Ineos Grenadiers         | + 26' 53"                |                          |
| 8è                       | Cofidis                  | + 30' 30"                |                          |
| 9è                       | Bora-Hansgrohe           | + 32' 45"                |                          |
| 10è                      | Team BikeExchange        | + 53' 34"                |                          |

## Evolució de les classificacions
| Etapa | Vencedor              | Classificació general | Classificació per punts | Classificació de la muntanya | Classificació dels joves | Classificació dels bascos | Classificació per equips | Classificació de la combativitat |
| ----- | --------------------- | --------------------- | ----------------------- | ---------------------------- | ------------------------ | ------------------------- | ------------------------ | -------------------------------- |
| 1     | Primož Roglič         | Primož Roglič         | Primož Roglič           | Tadej Pogačar                | Brandon McNulty          | Alex Aranburu             | Team Jumbo-Visma         | Brandon McNulty                  |
| 2     | Alex Aranburu         | Primož Roglič         | Primož Roglič           | Maximilian Schachmann        | Brandon McNulty          | Alex Aranburu             | Astana-Premier Tech      | Alex Aranburu                    |
| 3     | Tadej Pogačar         | Primož Roglič         | Primož Roglič           | Tadej Pogačar                | Tadej Pogačar            | Mikel Landa               | Team Jumbo-Visma         | Oier Lazkano                     |
| 4     | Ion Izagirre          | Brandon McNulty       | Primož Roglič           | Tadej Pogačar                | Brandon McNulty          | Pello Bilbao              | Team Jumbo-Visma         | Juan Pedro López                 |
| 5     | Mikkel Frølich Honoré | Brandon McNulty       | Primož Roglič           | Tadej Pogačar                | Brandon McNulty          | Pello Bilbao              | Team Jumbo-Visma         | Carlos Canal                     |
| 6     | David Gaudu           | Primož Roglič         | Primož Roglič           | Primož Roglič                | Jonas Vingegaard         | Pello Bilbao              | Team Jumbo-Visma         | Hugh Carthy                      |
| Final | Final                 | Primož Roglič         | Primož Roglič           | Primož Roglič                | Jonas Vingegaard         | Pello Bilbao              | Team Jumbo-Visma         | No entregat                      |

## Llista de participants
| Astana-Premier Tech APT | Astana-Premier Tech APT               | Astana-Premier Tech APT |
| ----------------------- | ------------------------------------- | ----------------------- |
| Núm                     | Ciclista                              | Pos                     |
| 1                       | Ion Izagirre Insausti (ESP)           | 10è                     |
| 2                       | Jakob Fuglsang (DEN)                  | 15è                     |
| 3                       | Alexander Aranburu Deba (ESP)         | 38è                     |
| 4                       | Stefan de Bod (RSA)                   | 93è                     |
| 5                       | Omar Fraile Matarranz (ESP)           | 71è                     |
| 6                       | Aleksei Lutsenko (KAZ) (ruta i crono) | 78è                     |
| 7                       | Óscar Rodríguez Garaicoechea (ESP)    | 94è                     |

| Bora-Hansgrohe BOH | Bora-Hansgrohe BOH          | Bora-Hansgrohe BOH |
| ------------------ | --------------------------- | ------------------ |
| Núm                | Ciclista                    | Pos                |
| 11                 | Giovanni Aleotti (ITA)      | 84è                |
| 12                 | Cesare Benedetti (ITA)      | DNF-6              |
| 13                 | Emanuel Buchmann (GER)      | 13è                |
| 14                 | Wilco Kelderman (NED)       | DNF-3              |
| 15                 | Patrick Konrad (AUT)        | 36è                |
| 16                 | Maximilian Schachmann (GER) | 27è                |
| 17                 | Ide Schelling (NED)         | DNF-6              |

| BikeExchange BEX | BikeExchange BEX              | BikeExchange BEX |
| ---------------- | ----------------------------- | ---------------- |
| Núm              | Ciclista                      | Pos              |
| 21               | Esteban Chaves Rubio (COL)    | 9è               |
| 22               | Dion Smith (NZL)              | DNF-6            |
| 23               | Mikel Nieve Iturralde (ESP)   | 49è              |
| 24               | Tsgabu Grmay (ETH) (crono)    | 65è              |
| 25               | Damien Howson (AUS)           | DNF-6            |
| 26               | Christopher Juul-Jensen (DEN) | 88è              |
| 27               | Amund Grøndahl Jansen (NOR)   | NP-3             |

| UAE Team Emirates UAD | UAE Team Emirates UAD       | UAE Team Emirates UAD |
| --------------------- | --------------------------- | --------------------- |
| Núm                   | Ciclista                    | Pos                   |
| 31                    | Tadej Pogačar (SLO) (crono) | 3r                    |
| 32                    | Valerio Conti (ITA)         | DNF-6                 |
| 33                    | Brandon McNulty (USA)       | 17è                   |
| 34                    | Diego Ulissi (ITA)          | 34è                   |
| 35                    | Marc Hirschi (SUI)          | 47è                   |
| 36                    | Rafał Majka (POL)           | 39è                   |
| 37                    | Jan Polanc (SLO)            | 60è                   |

| Groupama-FDJ GFC | Groupama-FDJ GFC        | Groupama-FDJ GFC |
| ---------------- | ----------------------- | ---------------- |
| Núm              | Ciclista                | Pos              |
| 41               | Bruno Armirail (FRA)    | DNF-6            |
| 42               | Clément Davy (FRA)      | DNF-4            |
| 43               | David Gaudu (FRA)       | 5è               |
| 44               | Mathieu Ladagnous (FRA) | 89è              |
| 45               | Miles Scotson (AUS)     | DNF-6            |
| 46               | Romain Seigle (FRA)     | 79è              |
| 47               | Lars van den Berg (NED) | 95è              |

| Movistar Team MOV | Movistar Team MOV                 | Movistar Team MOV |
| ----------------- | --------------------------------- | ----------------- |
| Núm               | Ciclista                          | Pos               |
| 51                | Jorge Arcas (ESP)                 | 96è               |
| 52                | Héctor Carretero Milla (ESP)      | DNF-6             |
| 53                | Enric Mas Nicolau (ESP)           | 18è               |
| 54                | Sergio Samitier (ESP)             | 72è               |
| 55                | Einer Rubio (COL)                 | 86è               |
| 56                | Alejandro Valverde Belmonte (ESP) | 7è                |
| 57                | Carlos Verona Quintanilla (ESP)   | 58è               |

| EF Education-Nippo EFN | EF Education-Nippo EFN               | EF Education-Nippo EFN |
| ---------------------- | ------------------------------------ | ---------------------- |
| Núm                    | Ciclista                             | Pos                    |
| 61                     | Hugh Carthy (GBR)                    | 12è                    |
| 62                     | Jonathan Caicedo Cepeda (ECU) (ruta) | DNF-6                  |
| 63                     | Diego Camargo Pineda (COL)           | DNF-6                  |
| 64                     | Sergio Higuita García (COL) (ruta)   | 28è                    |
| 65                     | Alex Howes (USA) (ruta)              | DNF-6                  |
| 66                     | Magnus Cort Nielsen (DEN)            | DNF-6                  |
| 67                     | James Whelan (AUS)                   | NP-3                   |

| Trek-Segafredo TFS | Trek-Segafredo TFS     | Trek-Segafredo TFS |
| ------------------ | ---------------------- | ------------------ |
| Núm                | Ciclista               | Pos                |
| 71                 | Bauke Mollema (NED)    | DNF-6              |
| 72                 | Julien Bernard (FRA)   | 73è                |
| 73                 | Nicola Conci (ITA)     | DNF-6              |
| 74                 | Niklas Eg (DEN)        | 41è                |
| 75                 | Alexander Kamp (DEN)   | DNF-6              |
| 76                 | Juan Pedro López (ESP) | 50è                |
| 77                 | Toms Skujiņš (LAT)     | DNF-6              |

| Deceuninck-Quick Step DQT | Deceuninck-Quick Step DQT   | Deceuninck-Quick Step DQT |
| ------------------------- | --------------------------- | ------------------------- |
| Núm                       | Ciclista                    | Pos                       |
| 81                        | Mattia Cattaneo (ITA)       | DNF-6                     |
| 82                        | Josef Černý (CZE) (crono)   | DNF-6                     |
| 83                        | Ian Garrison (USA) (crono)  | DNF-6                     |
| 84                        | Mikkel Frølich Honoré (DEN) | 83è                       |
| 85                        | James Knox (GBR)            | 14è                       |
| 86                        | Pieter Serry (BEL)          | 54è                       |
| 87                        | Mauri Vansevenant (BEL)     | 11è                       |

| Cofidis COF | Cofidis COF                   | Cofidis COF |
| ----------- | ----------------------------- | ----------- |
| Núm         | Ciclista                      | Pos         |
| 91          | Fernando Barceló Aragón (ESP) | 77è         |
| 92          | Rubén Fernández Andújar (ESP) | 16è         |
| 93          | Simon Geschke (GER)           | DNF-6       |
| 94          | Jesús Herrada López (ESP)     | 46è         |
| 95          | Guillaume Martin (FRA)        | 31è         |
| 96          | Nicolas Edet (FRA)            | 68è         |
| 97          | Anthony Perez (FRA)           | 82è         |

| Lotto-Soudal LTS | Lotto-Soudal LTS         | Lotto-Soudal LTS |
| ---------------- | ------------------------ | ---------------- |
| Núm              | Ciclista                 | Pos              |
| 101              | Sylvain Moniquet (BEL)   | 61è              |
| 102              | Thomas De Gendt (BEL)    | DNF-6            |
| 103              | Matthew Holmes (GBR)     | DNF-6            |
| 104              | Sébastien Grignard (BEL) | DNF-6            |
| 105              | Tomasz Marczyński (POL)  | DNF-6            |
| 106              | Filippo Conca (ITA)      | 101è             |
| 107              | Stefano Oldani (ITA)     | DNF-6            |

| Ineos Grenadiers IGD | Ineos Grenadiers IGD             | Ineos Grenadiers IGD |
| -------------------- | -------------------------------- | -------------------- |
| Núm                  | Ciclista                         | Pos                  |
| 111                  | Adam Yates (GBR)                 | 4t                   |
| 112                  | Andrey Amador Bikkazakova (CRC)  | DNF-6                |
| 113                  | Richard Carapaz Montenegro (ECU) | 19è                  |
| 114                  | Laurens De Plus (BEL)            | DNF-6                |
| 115                  | Edward Dunbar (IRL)              | 42è                  |
| 116                  | Tao Geoghegan Hart (GBR)         | DNF-6                |
| 117                  | Ben Swift (GBR) (ruta)           | DNF-6                |

| Intermarché-Wanty-Gobert Matériaux IWG | Intermarché-Wanty-Gobert Matériaux IWG | Intermarché-Wanty-Gobert Matériaux IWG |
| -------------------------------------- | -------------------------------------- | -------------------------------------- |
| Núm                                    | Ciclista                               | Pos                                    |
| 121                                    | Théo Delacroix (FRA)                   | DNF-6                                  |
| 122                                    | Odd Christian Eiking (NOR)             | 33è                                    |
| 123                                    | Alexander Evans (AUS)                  | DNF-6                                  |
| 124                                    | Quinten Hermans (BEL)                  | 30è                                    |
| 125                                    | Maurits Lammertink (NED)               | 45è                                    |
| 126                                    | Lorenzo Rota (ITA)                     | DNF-6                                  |
| 127                                    | Georg Zimmermann (GER)                 | DNF-5                                  |

| Team DSM DSM | Team DSM DSM                     | Team DSM DSM |
| ------------ | -------------------------------- | ------------ |
| Núm          | Ciclista                         | Pos          |
| 131          | Romain Combaud (FRA)             | 63è          |
| 132          | Mark Donovan (GBR)               | 32è          |
| 133          | Felix Gall (AUT)                 | 85è          |
| 134          | Andreas Leknessund (NOR) (crono) | DNF-6        |
| 135          | Martijn Tusveld (NED)            | DNF-6        |
| 136          | Kevin Vermaerke (USA)            | NP-4         |
| 137          | Ilan Van Wilder (BEL)            | 29è          |

| Jumbo-Visma TJV | Jumbo-Visma TJV            | Jumbo-Visma TJV |
| --------------- | -------------------------- | --------------- |
| Núm             | Ciclista                   | Pos             |
| 141             | Primož Roglič (SLO) (ruta) | 1r              |
| 142             | Tobias Foss (NOR)          | 48è             |
| 143             | Christoph Pfingsten (GER)  | 103è            |
| 144             | Lennard Hofstede (NED)     | DNF-6           |
| 145             | Antwan Tolhoek (NED)       | 37è             |
| 146             | Sam Oomen (NED)            | 25è             |
| 147             | Jonas Vingegaard (DEN)     | 2n              |

| AG2R Citroën Team ACT | AG2R Citroën Team ACT        | AG2R Citroën Team ACT |
| --------------------- | ---------------------------- | --------------------- |
| Núm                   | Ciclista                     | Pos                   |
| 151                   | Benoît Cosnefroy (FRA)       | NP-5                  |
| 152                   | Ben Gastauer (LUX)           | 80è                   |
| 153                   | Mathias Frank (SUI)          | DNF-6                 |
| 154                   | Ben O'Connor (AUS)           | 23è                   |
| 155                   | Aurélien Paret-Peintre (FRA) | 52è                   |
| 156                   | Nicolas Prodhomme (FRA)      | 57è                   |
| 157                   | Lawrence Warbasse (USA)      | 55è                   |

| Israel Start-Up Nation ISN | Israel Start-Up Nation ISN | Israel Start-Up Nation ISN |
| -------------------------- | -------------------------- | -------------------------- |
| Núm                        | Ciclista                   | Pos                        |
| 161                        | Michael Woods (CAN)        | NP-4                       |
| 162                        | Patrick Bevin (NZL)        | 20è                        |
| 163                        | Alexander Cataford (CAN)   | DNF-6                      |
| 164                        | Ben Hermans (BEL)          | DNF-6                      |
| 165                        | Daryl Impey (RSA)          | 59è                        |
| 166                        | Krists Neilands (LAT)      | 69è                        |
| 167                        | James Piccoli (CAN)        | DNF-4                      |

| Bahrain Victorious TBV | Bahrain Victorious TBV                      | Bahrain Victorious TBV |
| ---------------------- | ------------------------------------------- | ---------------------- |
| Núm                    | Ciclista                                    | Pos                    |
| 171                    | Mikel Landa Meana (ESP)                     | 8è                     |
| 172                    | Yukiya Arashiro (JPN)                       | 81è                    |
| 173                    | Peio Bilbao López de Armentia (ESP) (crono) | 6è                     |
| 174                    | Eros Capecchi (ITA)                         | DNF-6                  |
| 175                    | Gino Mäder (SUI)                            | 21è                    |
| 176                    | Mark Padun (UKR)                            | 91è                    |
| 177                    | Rafael Valls Ferri (ESP)                    | DNF-6                  |

| Qhubeka Assos TQA | Qhubeka Assos TQA       | Qhubeka Assos TQA |
| ----------------- | ----------------------- | ----------------- |
| Núm               | Ciclista                | Pos               |
| 181               | Fabio Aru (ITA)         | 24è               |
| 182               | Sean Bennett (USA)      | 90è               |
| 183               | Simon Clarke (AUS)      | NP-6              |
| 185               | Bert-Jan Lindeman (NED) | DNF-6             |
| 186               | Mauro Schmid (SUI)      | 92è               |
| 187               | Kilian Frankiny (SUI)   | 98è               |

| Caja Rural-Seguros RGA CJR | Caja Rural-Seguros RGA CJR     | Caja Rural-Seguros RGA CJR |
| -------------------------- | ------------------------------ | -------------------------- |
| Núm                        | Ciclista                       | Pos                        |
| 191                        | Jonathan Lastra Martínez (ESP) | 26è                        |
| 192                        | Jon Barrenetxea (ESP)          | 87è                        |
| 193                        | Jon Aberasturi Izaga (ESP)     | DNF-6                      |
| 194                        | Jon Irisarri (ESP)             | DNF-6                      |
| 195                        | Alejandro Osorio (COL)         | 56è                        |
| 196                        | Oier Lazkano López (ESP)       | DNF-6                      |
| 197                        | Jefferson Cepeda (ECU)         | 62è                        |

| Burgos-BH BBH | Burgos-BH BBH                     | Burgos-BH BBH |
| ------------- | --------------------------------- | ------------- |
| Núm           | Ciclista                          | Pos           |
| 201           | Ángel Madrazo Ruiz (ESP)          | 67è           |
| 202           | Ander Okamika (ESP)               | 97è           |
| 203           | Daniel Navarro García (ESP)       | 64è           |
| 204           | Carlos Canal Blanco (ESP)         |               |
| 205           | Óscar Cabedo (ESP)                | 66è           |
| 206           | Jesús Ezquerra (ESP)              | 40è           |
| 207           | Juan Felipe Osorio Arboleda (COL) | FC-6          |

| Total Direct Énergie TDE | Total Direct Énergie TDE          | Total Direct Énergie TDE |
| ------------------------ | --------------------------------- | ------------------------ |
| Núm                      | Ciclista                          | Pos                      |
| 211                      | Mathieu Burgaudeau (FRA)          | 75è                      |
| 212                      | Víctor de la Parte González (ESP) | NP-5                     |
| 213                      | Fabien Doubey (FRA)               | 51è                      |
| 214                      | Fabien Grellier (FRA)             | DNF-6                    |
| 215                      | Pierre Latour (FRA)               | 22è                      |
| 216                      | Cristián Rodríguez Martín (ESP)   | 35è                      |
| 217                      | Julien Simon (FRA)                | DNF-6                    |

| Equipo Kern Pharma EKP | Equipo Kern Pharma EKP           | Equipo Kern Pharma EKP |
| ---------------------- | -------------------------------- | ---------------------- |
| Núm                    | Ciclista                         | Pos                    |
| 221                    | Roger Adrià Oliveras (ESP)       | 76è                    |
| 222                    | Francisco Galván Fernández (ESP) | NP-1                   |
| 223                    | Urko Berrade (ESP)               | DNF-6                  |
| 224                    | Martí Márquez (ESP)              | NP-1                   |
| 225                    | José Félix Parra (ESP)           | 44è                    |
| 226                    | Jon Agirre Egaña (ESP)           | 43è                    |
| 227                    | Raúl García Pierna (ESP)         | 100è                   |

| Euskaltel-Euskadi EUS | Euskaltel-Euskadi EUS          | Euskaltel-Euskadi EUS |
| --------------------- | ------------------------------ | --------------------- |
| Núm                   | Ciclista                       | Pos                   |
| 231                   | Mikel Aristi Gardoki (ESP)     | 102è                  |
| 232                   | Mikel Bizkarra Etxegibel (ESP) | NP-3                  |
| 233                   | Unai Cuadrado (ESP)            | DNF-6                 |
| 234                   | Mikel Iturria Segurola (ESP)   | 99è                   |
| 235                   | Txomin Juaristi (ESP)          | 74è                   |
| 236                   | Gotzon Martín (ESP)            | 53è                   |
| 237                   | Luis Ángel Maté Mardones (ESP) | 70è                   |

| Astana-Premier Tech APT | Astana-Premier Tech APT               | Astana-Premier Tech APT |
| ----------------------- | ------------------------------------- | ----------------------- |
| Núm                     | Ciclista                              | Pos                     |
| 1                       | Ion Izagirre Insausti (ESP)           | 10è                     |
| 2                       | Jakob Fuglsang (DEN)                  | 15è                     |
| 3                       | Alexander Aranburu Deba (ESP)         | 38è                     |
| 4                       | Stefan de Bod (RSA)                   | 93è                     |
| 5                       | Omar Fraile Matarranz (ESP)           | 71è                     |
| 6                       | Aleksei Lutsenko (KAZ) (ruta i crono) | 78è                     |
| 7                       | Óscar Rodríguez Garaicoechea (ESP)    | 94è                     |

| Bora-Hansgrohe BOH | Bora-Hansgrohe BOH          | Bora-Hansgrohe BOH |
| ------------------ | --------------------------- | ------------------ |
| Núm                | Ciclista                    | Pos                |
| 11                 | Giovanni Aleotti (ITA)      | 84è                |
| 12                 | Cesare Benedetti (ITA)      | DNF-6              |
| 13                 | Emanuel Buchmann (GER)      | 13è                |
| 14                 | Wilco Kelderman (NED)       | DNF-3              |
| 15                 | Patrick Konrad (AUT)        | 36è                |
| 16                 | Maximilian Schachmann (GER) | 27è                |
| 17                 | Ide Schelling (NED)         | DNF-6              |

| BikeExchange BEX | BikeExchange BEX              | BikeExchange BEX |
| ---------------- | ----------------------------- | ---------------- |
| Núm              | Ciclista                      | Pos              |
| 21               | Esteban Chaves Rubio (COL)    | 9è               |
| 22               | Dion Smith (NZL)              | DNF-6            |
| 23               | Mikel Nieve Iturralde (ESP)   | 49è              |
| 24               | Tsgabu Grmay (ETH) (crono)    | 65è              |
| 25               | Damien Howson (AUS)           | DNF-6            |
| 26               | Christopher Juul-Jensen (DEN) | 88è              |
| 27               | Amund Grøndahl Jansen (NOR)   | NP-3             |

| UAE Team Emirates UAD | UAE Team Emirates UAD       | UAE Team Emirates UAD |
| --------------------- | --------------------------- | --------------------- |
| Núm                   | Ciclista                    | Pos                   |
| 31                    | Tadej Pogačar (SLO) (crono) | 3r                    |
| 32                    | Valerio Conti (ITA)         | DNF-6                 |
| 33                    | Brandon McNulty (USA)       | 17è                   |
| 34                    | Diego Ulissi (ITA)          | 34è                   |
| 35                    | Marc Hirschi (SUI)          | 47è                   |
| 36                    | Rafał Majka (POL)           | 39è                   |
| 37                    | Jan Polanc (SLO)            | 60è                   |

| Groupama-FDJ GFC | Groupama-FDJ GFC        | Groupama-FDJ GFC |
| ---------------- | ----------------------- | ---------------- |
| Núm              | Ciclista                | Pos              |
| 41               | Bruno Armirail (FRA)    | DNF-6            |
| 42               | Clément Davy (FRA)      | DNF-4            |
| 43               | David Gaudu (FRA)       | 5è               |
| 44               | Mathieu Ladagnous (FRA) | 89è              |
| 45               | Miles Scotson (AUS)     | DNF-6            |
| 46               | Romain Seigle (FRA)     | 79è              |
| 47               | Lars van den Berg (NED) | 95è              |

| Movistar Team MOV | Movistar Team MOV                 | Movistar Team MOV |
| ----------------- | --------------------------------- | ----------------- |
| Núm               | Ciclista                          | Pos               |
| 51                | Jorge Arcas (ESP)                 | 96è               |
| 52                | Héctor Carretero Milla (ESP)      | DNF-6             |
| 53                | Enric Mas Nicolau (ESP)           | 18è               |
| 54                | Sergio Samitier (ESP)             | 72è               |
| 55                | Einer Rubio (COL)                 | 86è               |
| 56                | Alejandro Valverde Belmonte (ESP) | 7è                |
| 57                | Carlos Verona Quintanilla (ESP)   | 58è               |

| EF Education-Nippo EFN | EF Education-Nippo EFN               | EF Education-Nippo EFN |
| ---------------------- | ------------------------------------ | ---------------------- |
| Núm                    | Ciclista                             | Pos                    |
| 61                     | Hugh Carthy (GBR)                    | 12è                    |
| 62                     | Jonathan Caicedo Cepeda (ECU) (ruta) | DNF-6                  |
| 63                     | Diego Camargo Pineda (COL)           | DNF-6                  |
| 64                     | Sergio Higuita García (COL) (ruta)   | 28è                    |
| 65                     | Alex Howes (USA) (ruta)              | DNF-6                  |
| 66                     | Magnus Cort Nielsen (DEN)            | DNF-6                  |
| 67                     | James Whelan (AUS)                   | NP-3                   |

| Trek-Segafredo TFS | Trek-Segafredo TFS     | Trek-Segafredo TFS |
| ------------------ | ---------------------- | ------------------ |
| Núm                | Ciclista               | Pos                |
| 71                 | Bauke Mollema (NED)    | DNF-6              |
| 72                 | Julien Bernard (FRA)   | 73è                |
| 73                 | Nicola Conci (ITA)     | DNF-6              |
| 74                 | Niklas Eg (DEN)        | 41è                |
| 75                 | Alexander Kamp (DEN)   | DNF-6              |
| 76                 | Juan Pedro López (ESP) | 50è                |
| 77                 | Toms Skujiņš (LAT)     | DNF-6              |

| Deceuninck-Quick Step DQT | Deceuninck-Quick Step DQT   | Deceuninck-Quick Step DQT |
| ------------------------- | --------------------------- | ------------------------- |
| Núm                       | Ciclista                    | Pos                       |
| 81                        | Mattia Cattaneo (ITA)       | DNF-6                     |
| 82                        | Josef Černý (CZE) (crono)   | DNF-6                     |
| 83                        | Ian Garrison (USA) (crono)  | DNF-6                     |
| 84                        | Mikkel Frølich Honoré (DEN) | 83è                       |
| 85                        | James Knox (GBR)            | 14è                       |
| 86                        | Pieter Serry (BEL)          | 54è                       |
| 87                        | Mauri Vansevenant (BEL)     | 11è                       |

| Cofidis COF | Cofidis COF                   | Cofidis COF |
| ----------- | ----------------------------- | ----------- |
| Núm         | Ciclista                      | Pos         |
| 91          | Fernando Barceló Aragón (ESP) | 77è         |
| 92          | Rubén Fernández Andújar (ESP) | 16è         |
| 93          | Simon Geschke (GER)           | DNF-6       |
| 94          | Jesús Herrada López (ESP)     | 46è         |
| 95          | Guillaume Martin (FRA)        | 31è         |
| 96          | Nicolas Edet (FRA)            | 68è         |
| 97          | Anthony Perez (FRA)           | 82è         |

| Lotto-Soudal LTS | Lotto-Soudal LTS         | Lotto-Soudal LTS |
| ---------------- | ------------------------ | ---------------- |
| Núm              | Ciclista                 | Pos              |
| 101              | Sylvain Moniquet (BEL)   | 61è              |
| 102              | Thomas De Gendt (BEL)    | DNF-6            |
| 103              | Matthew Holmes (GBR)     | DNF-6            |
| 104              | Sébastien Grignard (BEL) | DNF-6            |
| 105              | Tomasz Marczyński (POL)  | DNF-6            |
| 106              | Filippo Conca (ITA)      | 101è             |
| 107              | Stefano Oldani (ITA)     | DNF-6            |

| Ineos Grenadiers IGD | Ineos Grenadiers IGD             | Ineos Grenadiers IGD |
| -------------------- | -------------------------------- | -------------------- |
| Núm                  | Ciclista                         | Pos                  |
| 111                  | Adam Yates (GBR)                 | 4t                   |
| 112                  | Andrey Amador Bikkazakova (CRC)  | DNF-6                |
| 113                  | Richard Carapaz Montenegro (ECU) | 19è                  |
| 114                  | Laurens De Plus (BEL)            | DNF-6                |
| 115                  | Edward Dunbar (IRL)              | 42è                  |
| 116                  | Tao Geoghegan Hart (GBR)         | DNF-6                |
| 117                  | Ben Swift (GBR) (ruta)           | DNF-6                |

| Intermarché-Wanty-Gobert Matériaux IWG | Intermarché-Wanty-Gobert Matériaux IWG | Intermarché-Wanty-Gobert Matériaux IWG |
| -------------------------------------- | -------------------------------------- | -------------------------------------- |
| Núm                                    | Ciclista                               | Pos                                    |
| 121                                    | Théo Delacroix (FRA)                   | DNF-6                                  |
| 122                                    | Odd Christian Eiking (NOR)             | 33è                                    |
| 123                                    | Alexander Evans (AUS)                  | DNF-6                                  |
| 124                                    | Quinten Hermans (BEL)                  | 30è                                    |
| 125                                    | Maurits Lammertink (NED)               | 45è                                    |
| 126                                    | Lorenzo Rota (ITA)                     | DNF-6                                  |
| 127                                    | Georg Zimmermann (GER)                 | DNF-5                                  |

| Team DSM DSM | Team DSM DSM                     | Team DSM DSM |
| ------------ | -------------------------------- | ------------ |
| Núm          | Ciclista                         | Pos          |
| 131          | Romain Combaud (FRA)             | 63è          |
| 132          | Mark Donovan (GBR)               | 32è          |
| 133          | Felix Gall (AUT)                 | 85è          |
| 134          | Andreas Leknessund (NOR) (crono) | DNF-6        |
| 135          | Martijn Tusveld (NED)            | DNF-6        |
| 136          | Kevin Vermaerke (USA)            | NP-4         |
| 137          | Ilan Van Wilder (BEL)            | 29è          |

| Jumbo-Visma TJV | Jumbo-Visma TJV            | Jumbo-Visma TJV |
| --------------- | -------------------------- | --------------- |
| Núm             | Ciclista                   | Pos             |
| 141             | Primož Roglič (SLO) (ruta) | 1r              |
| 142             | Tobias Foss (NOR)          | 48è             |
| 143             | Christoph Pfingsten (GER)  | 103è            |
| 144             | Lennard Hofstede (NED)     | DNF-6           |
| 145             | Antwan Tolhoek (NED)       | 37è             |
| 146             | Sam Oomen (NED)            | 25è             |
| 147             | Jonas Vingegaard (DEN)     | 2n              |

| AG2R Citroën Team ACT | AG2R Citroën Team ACT        | AG2R Citroën Team ACT |
| --------------------- | ---------------------------- | --------------------- |
| Núm                   | Ciclista                     | Pos                   |
| 151                   | Benoît Cosnefroy (FRA)       | NP-5                  |
| 152                   | Ben Gastauer (LUX)           | 80è                   |
| 153                   | Mathias Frank (SUI)          | DNF-6                 |
| 154                   | Ben O'Connor (AUS)           | 23è                   |
| 155                   | Aurélien Paret-Peintre (FRA) | 52è                   |
| 156                   | Nicolas Prodhomme (FRA)      | 57è                   |
| 157                   | Lawrence Warbasse (USA)      | 55è                   |

| Israel Start-Up Nation ISN | Israel Start-Up Nation ISN | Israel Start-Up Nation ISN |
| -------------------------- | -------------------------- | -------------------------- |
| Núm                        | Ciclista                   | Pos                        |
| 161                        | Michael Woods (CAN)        | NP-4                       |
| 162                        | Patrick Bevin (NZL)        | 20è                        |
| 163                        | Alexander Cataford (CAN)   | DNF-6                      |
| 164                        | Ben Hermans (BEL)          | DNF-6                      |
| 165                        | Daryl Impey (RSA)          | 59è                        |
| 166                        | Krists Neilands (LAT)      | 69è                        |
| 167                        | James Piccoli (CAN)        | DNF-4                      |

| Bahrain Victorious TBV | Bahrain Victorious TBV                      | Bahrain Victorious TBV |
| ---------------------- | ------------------------------------------- | ---------------------- |
| Núm                    | Ciclista                                    | Pos                    |
| 171                    | Mikel Landa Meana (ESP)                     | 8è                     |
| 172                    | Yukiya Arashiro (JPN)                       | 81è                    |
| 173                    | Peio Bilbao López de Armentia (ESP) (crono) | 6è                     |
| 174                    | Eros Capecchi (ITA)                         | DNF-6                  |
| 175                    | Gino Mäder (SUI)                            | 21è                    |
| 176                    | Mark Padun (UKR)                            | 91è                    |
| 177                    | Rafael Valls Ferri (ESP)                    | DNF-6                  |

| Qhubeka Assos TQA | Qhubeka Assos TQA       | Qhubeka Assos TQA |
| ----------------- | ----------------------- | ----------------- |
| Núm               | Ciclista                | Pos               |
| 181               | Fabio Aru (ITA)         | 24è               |
| 182               | Sean Bennett (USA)      | 90è               |
| 183               | Simon Clarke (AUS)      | NP-6              |
| 185               | Bert-Jan Lindeman (NED) | DNF-6             |
| 186               | Mauro Schmid (SUI)      | 92è               |
| 187               | Kilian Frankiny (SUI)   | 98è               |

| Caja Rural-Seguros RGA CJR | Caja Rural-Seguros RGA CJR     | Caja Rural-Seguros RGA CJR |
| -------------------------- | ------------------------------ | -------------------------- |
| Núm                        | Ciclista                       | Pos                        |
| 191                        | Jonathan Lastra Martínez (ESP) | 26è                        |
| 192                        | Jon Barrenetxea (ESP)          | 87è                        |
| 193                        | Jon Aberasturi Izaga (ESP)     | DNF-6                      |
| 194                        | Jon Irisarri (ESP)             | DNF-6                      |
| 195                        | Alejandro Osorio (COL)         | 56è                        |
| 196                        | Oier Lazkano López (ESP)       | DNF-6                      |
| 197                        | Jefferson Cepeda (ECU)         | 62è                        |

| Burgos-BH BBH | Burgos-BH BBH                     | Burgos-BH BBH |
| ------------- | --------------------------------- | ------------- |
| Núm           | Ciclista                          | Pos           |
| 201           | Ángel Madrazo Ruiz (ESP)          | 67è           |
| 202           | Ander Okamika (ESP)               | 97è           |
| 203           | Daniel Navarro García (ESP)       | 64è           |
| 204           | Carlos Canal Blanco (ESP)         |               |
| 205           | Óscar Cabedo (ESP)                | 66è           |
| 206           | Jesús Ezquerra (ESP)              | 40è           |
| 207           | Juan Felipe Osorio Arboleda (COL) | FC-6          |

| Total Direct Énergie TDE | Total Direct Énergie TDE          | Total Direct Énergie TDE |
| ------------------------ | --------------------------------- | ------------------------ |
| Núm                      | Ciclista                          | Pos                      |
| 211                      | Mathieu Burgaudeau (FRA)          | 75è                      |
| 212                      | Víctor de la Parte González (ESP) | NP-5                     |
| 213                      | Fabien Doubey (FRA)               | 51è                      |
| 214                      | Fabien Grellier (FRA)             | DNF-6                    |
| 215                      | Pierre Latour (FRA)               | 22è                      |
| 216                      | Cristián Rodríguez Martín (ESP)   | 35è                      |
| 217                      | Julien Simon (FRA)                | DNF-6                    |

| Equipo Kern Pharma EKP | Equipo Kern Pharma EKP           | Equipo Kern Pharma EKP |
| ---------------------- | -------------------------------- | ---------------------- |
| Núm                    | Ciclista                         | Pos                    |
| 221                    | Roger Adrià Oliveras (ESP)       | 76è                    |
| 222                    | Francisco Galván Fernández (ESP) | NP-1                   |
| 223                    | Urko Berrade (ESP)               | DNF-6                  |
| 224                    | Martí Márquez (ESP)              | NP-1                   |
| 225                    | José Félix Parra (ESP)           | 44è                    |
| 226                    | Jon Agirre Egaña (ESP)           | 43è                    |
| 227                    | Raúl García Pierna (ESP)         | 100è                   |

| Euskaltel-Euskadi EUS | Euskaltel-Euskadi EUS          | Euskaltel-Euskadi EUS |
| --------------------- | ------------------------------ | --------------------- |
| Núm                   | Ciclista                       | Pos                   |
| 231                   | Mikel Aristi Gardoki (ESP)     | 102è                  |
| 232                   | Mikel Bizkarra Etxegibel (ESP) | NP-3                  |
| 233                   | Unai Cuadrado (ESP)            | DNF-6                 |
| 234                   | Mikel Iturria Segurola (ESP)   | 99è                   |
| 235                   | Txomin Juaristi (ESP)          | 74è                   |
| 236                   | Gotzon Martín (ESP)            | 53è                   |
| 237                   | Luis Ángel Maté Mardones (ESP) | 70è                   |